# Студенца
Студенца (словен. Studenca) — поселення в общині Камник, Осреднєсловенський регіон, Словенія. Висота над рівнем моря: 690,6 м.